# 541-я пехотная дивизия (вермахт)
541-я пехотная дивизия (нем. 541. Grenadier-Division) — тактическое соединение сухопутных войск нацистской Германии периода Второй мировой войны.

## История
541-я пехотная дивизия была сформирована 7 июля 1944 года на территории военного учебного центра «Гросс-Борн» в 3-м военном округе во время 29-й волны мобилизации вермахта. Она формировалась под руководством генерал-лейтенанта Вольфа Хагемана, кавалера Рыцарского креста Железного креста с дубовыми листьями, бывшего командира 336-й пехотной дивизии.
После завершения комплектования и подготовки, дивизия приняла участие в боях под Варшавой и в Восточной Пруссии в составе 23-го армейского корпуса генерала инженерных войск Отто Тимана. 9 октября 1944 года дивизия была переименована в 541-ю народную пехотную (541. Volksgrenadier-Division). В это время дивизия находилась у Нарева.
С ноября 1944 г. по январь 1945 г. дивизия воевала в районе Осовцев, где понесла большие потери, а затем боевыми группами вернулась в крепость Летцен через Августово-Граево. Оттуда дивизия отходила через Растенбург и Коршен. В феврале 1944 г. последовали оборонительные бои в районе Бартенштайна и отступление в направлении залива Фришес-Хафф. В апреле 1945 года дивизия была уничтожена советскими войсками в ходе Восточно-Прусской наступательной операции. Остатки дивизии, окружённые в Хайлигенбельском котле, были переброшены в Мекленбург, где пополнили ряды 606-й пехотной дивизии.

## Военные преступления
В августе 1944 года дивизия сражалась в составе 2-й армии на Буге и Нареве. В ходе боёв за Печень её солдаты совершили военные преступления против польского гражданского населения. В сентябре 1944 года в ходе карательной операции против жителей села Липняк-Майорат солдаты дивизии казнили 448 мирных жителей, в основном женщин, стариков и детей (самому младшему было менее полугода).

## Местонахождение
- с июля по август 1944 (Германия)
- с августа 1944 по январь 1945 (Польша)
- с января по апрель 1945 (Восточная Пруссия)

## Подчинение
- 23-й армейский корпус 2-й армии группы армий «Центр» (июль 1944 год — январь 1945)
- 6-й армейский корпус 4-й армии группы армий «Центр» (январь — февраль 1945)
- 41-й танковый корпус 4-й армии группы армий «Север» (февраль — апрель 1945)

## Командиры
- генерал-лейтенант Вольф Хагеман (7 июля 1944 — 8 мая 1945)

## Состав
- 1073-й пехотный полк (Grenadier-Regiment 1073)
- 1074-й пехотный полк (Grenadier-Regiment 1074)
- 1075-й пехотный полк (Grenadier-Regiment 1075)
- 1541-й артиллерийский полк (Artillerie-Regiment 1541)
- 1541-й сапёрный батальон (Pionier-Bataillon 1541)
- 1541-й противотанковый дивизион (Panzerjäger-Abteilung 1541)
- 541-й стрелковый батальон (Füsilier-Bataillon 541)
- 541-й батальон связи (Nachrichten-Abteilung 541)
- 1541-й отряд материального обеспечения (Nachschubtruppen 1541)
- 1541-й полевой запасной батальон (Feldersatz-Bataillon 1541)